# Yazoo megye
Yazoo megye az Amerikai Egyesült Államokban, azon belül Mississippi államban található. Megyeszékhelye és legnagyobb városa Yazoo City. Lakosainak száma 26 743 fő (2020. április 1.). Yazoo megye Humphreys, Hinds, Holmes, Madison, Sharkey, Warren, Issaquena és Attala megyékkel határos.

## Népesség
A megye népességének változása:
| Lakosok száma | 28 088 | 28 218 | 28 220 | 27 883 | 27 387 | 26 743 |
|               | 2010   | 2011   | 2012   | 2013   | 2015   | 2020   |